# Euromag
 (février 2012).
Euromag est une émission radiophonique québécoise traitant d'actualité européenne, diffusée sur les ondes de la radio de Radio-Canada. 

## Contenu
Principalement basée sur des extraits d'émissions de radio diffusées durant la semaine sur les ondes des Radios francophones publiques, l'émission rapporte les faits saillants de l'actualité européenne tel que l'on peut l'entendre sur les ondes de Radio France, Radio Suisse Romande et RTBF (Belgique). Aussi, des rencontres avec des Européens, dans leur pays, sont présentées une à deux fois par mois, ainsi que des émissions thématiques portant sur les sujets préoccupant la population européenne.

## Diffusion
L'émission est diffusée tous les samedis, de 21h00 à 22h00, sur les ondes de la radio de Radio-Canada.

## Équipe
Charles Trahan assure à la fois les fonctions d'animateur et de réalisateur.